# Miquel Ferrer i Aymamí
Miquel Ferrer i Aymamí   (les Borges del Camp, 28 de novembre de 1931 - Salou, 2 de gener de 2021) fou un futbolista català, que jugava com a migcampista a la dècada de 1950. Va triomfar a l'Reial Oviedo, amb el qual va aconseguir un ascens.

## Trajectòria
Fou jugador del Futbol Club Barcelona la temporada 1951-1952, coneguda com la del Barça de les Cinc Copes, i jugador del Reial Oviedo des de la temporada 1953-1954 fins a la 1957-1958.
El seu palmarès inclou la Lliga espanyola temporada 1951-52, la Copa espanyola temporada 1951-52, la Copa Llatina temporada 1951-52 i la Copa Eva Duarte la temporada 1951-52.
Amb només 26 anys es retirà de la pràctica del futbol, després d'assolir amb l'Oviedo l'ascens a primera divisió.
El 3 de novembre de 2014 el Barça va fer a l'Auditori 1899 un homenatge als jugadors supervivents que van formar part de l'equip de les 'Cinc Copes', en un acte impulsat per l'Agrupació Barça Jugadors. Els membres homenatjats del llegendari equip de principis dels anys 50, juntament amb Miquel Ferrer, van ser Josep Duró, Jaume Peiró, Joaquim Tejedor i Tresserras i Gustau Biosca. Va morir als 89 anys, el 2 de gener de 2021.